# Patrick Geary
Patrick Geary, né le 26 septembre 1948, est un médiéviste américain et un professeur d'histoire médiévale occidentale à l'Institute for Advanced Study  à Princeton, dans le New Jersey. Il détient également le titre de professeur émérite de l'histoire médiévale à l'université de Californie à Los Angeles.

## Parcours
Né en Louisiane, Geary étudie au Spring Hill College, une école privée catholique de  Mobile (Alabama), et à  l'université catholique de Louvain, en Belgique. En 1974, il reçoit son doctorat en études médiévales à l'université Yale, où il a comme professeur Roberto Sabatino Lopez et Jaroslav Pelikan.
L’aire de recherche initiale de Patrick Geary est le haut Moyen Âge, la période de l’an 500 à l’an 1100 environ. Il apporte des contributions significatives à un certain nombre de domaines de l'histoire sociale et culturelle médiévale, dont le culte des reliques, l'alphabétisation et  la mémoire sociale, les conflits et la résolution des différends, et la formation de l'identité ethnique en Europe. Il publie également et anime des conférences  sur le développement de l'histoire médiévale comme discipline universitaire en Europe et aux États-Unis.
Au cours de sa carrière, il enseigne à l'université de Princeton, l'université de Floride, l’université de Californie à Los Angeles (UCLA) et l'université Notre-Dame-du-Lac. Il intervient également comme professeur invité dans plusieurs universités européennes. En 2009, il devient président de la Medieval Academy of America, et il est auparavant directeur du Centre d’études médiévales et de la Renaissance de  l'UCLA et de l'Institut d'études médiévales de l'université Notre-Dame-du-Lac.
De 2005 à 2012, toujours à l’UCLA, Patrick Geary anime un projet pluriannuel, collaboratif et international parrainé par la Fondation Andrew W. Mellon pour produire un modèle virtuel  du plan de Saint-Gall.  En plus d'un ensemble de représentations numériques du plan lui-même, ce modèle comprend  des informations détaillées sur chaque élément du plan, sur le contexte tiré de textes contemporains et d’objets matériels subsistant de cette époque, et sur l’impact du plan sur l'architecture monastique du début du IXe siècle).

## Principales  publications
- Furta Sacra: Thefts of Relics in the Central Middle Ages, Princeton, Princeton University Press, 1978. Édition revue en 1991. Traduction en français : Le Vol des reliques au Moyen Âge, Aubier, 1993. Traduction en italien : Coltura e Pensiero , 2000.
- « L'humiliation des saints », Annales, E.S.C.  34 (1979), pp. 27-42
- « Ethnic Identity as a Situational Construct in the Early Middle Ages », Mitteilungen der anthropologischen Gesellschaft in Wien vol. 113 (1983) pp. 15-26
- Aristocracy in Provence: The Rhone Basin at the Dawn of the Carolingian Age. University of Pennsylvania Press, Philadelphie; Anton Hiersemann Verlag, Stuttgart, 1985.
- « Vivre en conflit dans une France sans État : Typologie des mécanismes de règlement des conflits (1050-1200) », Annales, E.S.C. (1985) pp. 1107-1133.
- Before France and Germany: The Creation and Transformation of  the Merovingian World, Oxford University Press, New York, 1988.
Traduction en français : Le Monde mérovingien : naissance de la France [« Before France and Germany : The Creation and Transformation of the Merovingian World »]  (trad. Jeannie Carlier et Isabelle Detienne), Paris, Flammarion, coll. « Histoires Flammarion », 1989, 293 p. (ISBN 2-08-211193-8, présentation en ligne).
Réédition : Le Monde mérovingien : naissance de la France [« Before France and Germany : The Creation and Transformation of the Merovingian World »]  (trad. de l'anglais par Jeannie Carlier et Isabelle Detienne), Paris, Flammarion, coll. « Champs. Histoire », 1989, 292 p. (ISBN 978-2-08-124547-1).
Traduction en allemand : Die Merowinger, C. H. Beck, 1996 Korean Translation Vistabooks, 1999.
- Phantoms of Remembrance: Memory and Oblivion at the end of the first Millennium, Princeton University Press, 1994. Traduction en français :  la Mémoire et l'oubli à la fin du premier millénaire,  Aubier, 1996.
- Medieval Germany in America. German Historical Institute Annual Lecture 1995 (German Historical Institute, 1996).
- The Myth of Nations: The Medieval Origins of Europe. Princeton, Princeton University Press, 2002. Traduction en allemand : Europäische Völker im frühen Mittelalter. Zur Legende vom Werden der Nationen., Frankfort,  Fischer, 2002. Traduction en français : Quand les nations refont l'histoire. L'invention des origines médiévales de l'Europe, Aubier, 2004[3],[4].
- Women at the Beginning: Origin Myths from the Amazons to the Virgin Mary, Princeton, Princeton University Press, 2006.
- Historians as Public Intellectuals. Southampton, University of Southampton, Centre for Antiquity and the Middle Ages, 2007 (The Reuter Lecture 2006).